# Muqam
Un muqam (in ulguru ئۇيغۇر مۇقامى, Муқам; in lingua cinese s=木卡姆 p=Mùkǎmǔ) è un genere di melodia modale usato nella musica dello Xinjiang, ovvero, una modalità musicale e un insieme di formule melodiche usate per guidare l'improvvisazione e la  composizione.

## Dodici muqam
I dodici Muqam sono: 
1. Rak (راك مۇقامى Рак 拉克, Lākè)
2. Čäbbiyat (چەببىيات مۇقامى Чәббият 且比亚特, Qiěbǐyǎtè)
3. Segah (سىگاھ مۇقامى Сегаһ 斯尕, Sīgǎ)
4. Čahargah (چاھارگاھ مۇقامى Чаһаргаһ 恰尔尕, Qiàěrgǎ)
5. Pänjigah (پەنجىگاھ مۇقامى Пәнҗигаһ 潘尔尕, Pāněrgǎ)
6. Özhal (ئۆزھال مۇقامى Өжал 乌孜哈勒, Wūzīhālēi)
7. Äjäm (ئەجەم مۇقامى Әҗәм 艾且,  Àiqiě)
8. Uššaq (ئوشاق مۇقامى Ушшақ 乌夏克, Wūxiàkè)
9. Bayat (بايات مۇقامى Баят 巴雅提, Bāyǎtí)
10. Nava (ناۋا مۇقامى Нава 纳瓦, Nàwǎ)
11. Mušavräk (مۇشاۋىرەك مۇقامى Мушаврәк 木夏吾莱克, Mùxiàwúláikè)
12. Iraq (ئىراق مۇقامى Ирақ 依拉克, Yīlākè)

Ciascuno dei 12 muqam consiste in una sezione principale che inizia con una lunga introduzione di ritmo libero, seguita da brani con caratteristici schemi ritmici che aumentano gradualmente di velocità. Ogni muqam è costituito da tre parti, ovvero naghma, dastan e meshrep. Questi pezzi sono disposti nella stessa sequenza in ciascun muqam, sebbene non tutti i muqam abbiano gli stessi pezzi. Queste parti sono conosciute come "täzä, nuskha, piccola säliqä, jula, sänäm, grande säliqä, päshru" e "täkit". Alcuni hanno un pezzo strumentale associato noto come "märghul" ("decorazione") che lo segue. Sebbene ogni pezzo nominato abbia il suo caratteristico modello ritmico, le melodie differiscono, quindi ogni pezzo è generalmente conosciuto dal muqam e dal pezzo: per esempio "il Rak nuskha" o "il Segah jula". Ci sono circa 20 o 30 brani musicali e musiche, che potrebbero richiedere circa 2 ore di esecuzione. Ci vorrebbero circa 24 ore per eseguire tutti i pezzi dei 12 muqam.
Dopo la sezione principale, ci sono altre due sezioni, originariamente associate ad altre tradizioni musicali, ma incluse in muqam da artisti come Turdi Akhun e quindi incluse nell'attuale tradizione del 12 muqam. La sezione dastan comprende canzoni da molte delle storie romantiche dastan diffuse ampiamente in Asia centrale e meridionale e nel Medio Oriente. Ogni canzone dastan è seguita da un märghul strumentale. La sezione Mäshräp consiste in canzoni  più vivaci che erano originariamente connesse ad esecuzioni di sama dei musicisti dervisci del Turkistan.

## Storia

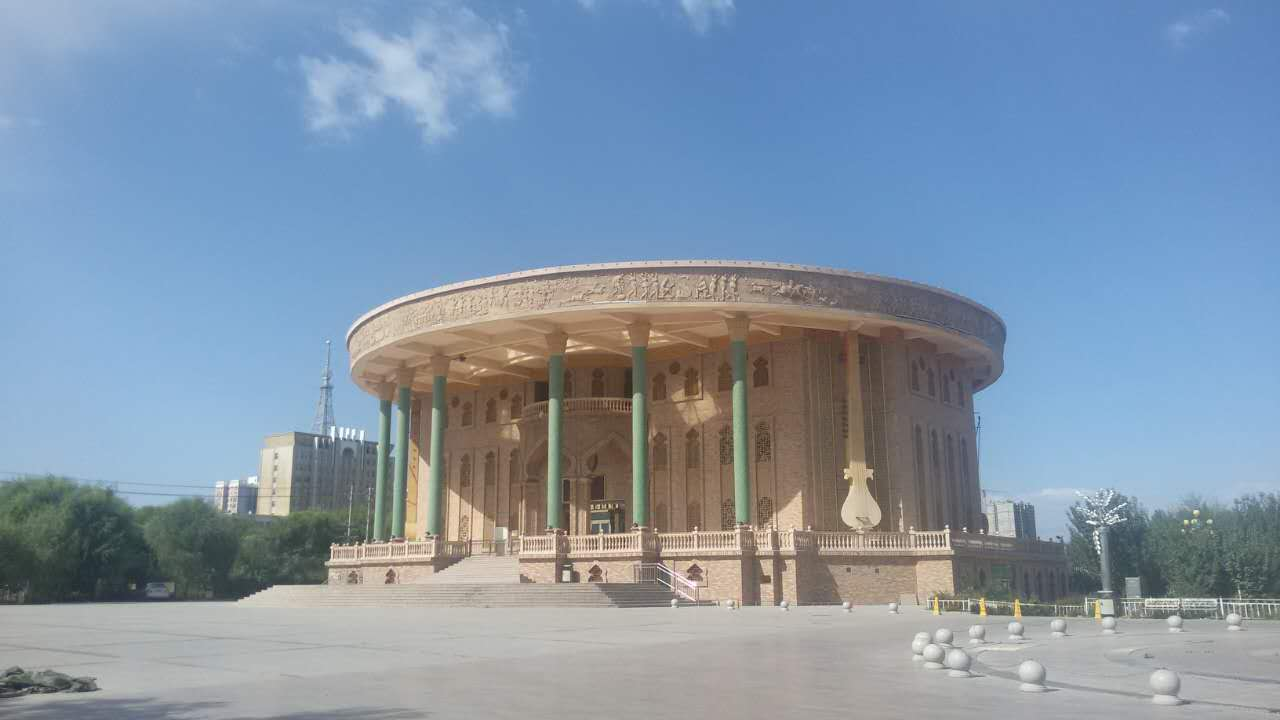
Museo de muqam ad Hami, Xinjiang

Il precursore del muqam, la "Melodia regionale del grande occidente" (in cinese s=西域音乐 p=Xīyù yīnyuè), sviluppata durante le  dinastie Han (206 a.C.-220 d.C.) e Tang (618-907), venne poi importata e apprezzata nelle corti della Cina centrale. È stata in qualche modo influenzata dal sistema modale del maqam arabo che portò a molti generi musicali tra i popoli di Eurasia e Nordafrica. Gli uiguri hanno sistemi di muqam locali che prendono il nome dalle città delle oasi dello Xinjiang, come Dolan, Yining,  Kumul e Turfan. I più sviluppati sono i 12 muqam della regione occidentale del bacino del Tarim, che ora sono un grande canone di musica e canzoni registrate dai musicisti tradizionali Turdi Akhun e Omar Akhun negli anni 1950 e modificato in un sistema più organizzato. Sebbene gli artisti popolari abbiano probabilmente improvvisato le loro canzoni come nelle esibizioni turche taqsim, l'attuale canone istituzionale viene eseguito, dagli ensemble, con composizioni fisse.
La concubina Amanni Shahan, nel Khanato Yarkent, (1526-1560) è accreditata di aver collezionato e quindi preservato I Dodici muqam, rimodellando il loro stile per attingere maggiormente alle tradizioni indigene delle montagne Tien Shan e purgandole dallo stile arabo-persiano. Dopo la rivoluzione comunista cinese, del 1949, lo stato commissionò, ai musicisti Wan Tongshu e Turdi Akhun, di registrare su nastro i muqam, in modo che non andassero perduti. Essi pubblicarono il loro primo album nel 1960. Dal 2004 al 2008, oltre 7000 artisti hanno collaborato a un progetto statale cinese per creare seminari, progetti di ricerca e registrazioni di muqam.
Nel 2005, l'UNESCO ha inserito i muqam uiguri dello Xinjiang tra i patrimoni orali e immateriali dell'umanità.